# La Calera (Cáceres)
La Calera es un pueblo de España, constituido administrativamente como un anejo del municipio de Alía, en la provincia de Cáceres de la comunidad autónoma de Extremadura.
Se ubica unos 10 km al noroeste de la capital municipal, con la cual está conectada a través de la carretera provincial CC-130. Del pueblo sale una carretera secundaria que lleva a la vecina villa de Guadalupe, ubicada unos 10 km al suroeste. En 2021, la entidad singular de población de La Calera tenía una población de 55 habitantes.

## Historia
La antigüedad del pueblo se desconoce, aunque es en el siglo XVIII cuando ya aparecen documentos claros sobre su existencia. Fue fundado como un poblado minero en el que sus habitantes trabajaban en la extracción y procesamiento de la cal, de lo cual deriva su topónimo. En menor medida, también hubo aquí una cantera de mármol, cuya ubicación se desconoce, que los monjes del monasterio de Guadalupe usaron en sus obras de construcción. El Interrogatorio de la Real Audiencia de Extremadura de 1791 describe La Calera como una "aldea" o "alquería" de Alía, en la que vivían cincuenta familias; según dicho Interrogatorio, el pueblo funcionaba en casi todos los aspectos como un auténtico "barrio" de Alía, compartiendo casi todos los servicios con dicha villa.
En el mapa municipal de 1834, el pueblo de "Calera" pasó a ser uno de los municipios del partido judicial de Logrosán. Sin embargo, debido al pequeño tamaño del pueblo y a su histórica vinculación con Alía, el municipio de "Calera" no llegó a consolidarse e inmediatamente pasó a formar parte del municipio de Alía, que en los censos de 1842 y 1857 se menciona con el topónimo "Alía y Calera"; a partir del censo de 1860, el municipio pasó a mencionarse simplemente como "Alía". El diccionario de Madoz, de mediados del siglo XIX, menciona a "Calera" o "Calerilla" como un "barrio agregado al ayuntamiento de Alía", con un alcalde pedáneo y unas cuarenta familias, vinculado en todo a la capital municipal.
Desde la segunda mitad del siglo XX, el pueblo ha ido perdiendo población como consecuencia del éxodo rural que sufre gran parte de Extremadura, a lo cual se ha unido aquí el declive de la industria de la cal, que ha llevado a que los actuales vecinos no se dediquen a su extracción. Actualmente, la economía de La Calera se basa en la agricultura, la ganadería y el turismo rural.

## Demografía
Sus datos de población han sido los siguientes:
- 2002: 124 habitantes
- 2008: 97 habitantes
- 2011: 77 habitantes
- 2014: 69 habitantes
- 2017: 65 habitantes
- 2020: 56 habitantes

## Patrimonio
El principal monumento histórico del pueblo son las ruinas de los hornos de cal en torno a los cuales se desarrolló. Algunos de ellos se encuentran bien conservados, mientras que otros se han deteriorado debido al abandono. Los principales hornos se ubican en los parajes de la Era de los Madroñales, La Cantera y Los Regajales. Se han datado algunas ruinas en los siglos XIV-XV. En 2013 se inauguró en la entrada al pueblo un centro de interpretación dedicado a estos hornos. En un documento de 1882 se menciona que, en el entorno de estos hornos de cal, se descubrió una cueva o gruta de doce metros de largo, cuatro de ancho y hasta tres de alto, con estalactitas con aspecto de mármol y restos de huesos humanos; la cueva fue tapiada para evitar daños por el continuo tránsito de los hornos de cal y su ubicación exacta no está actualmente clara.
La iglesia de La Calera es un templo católico ubicado en el pueblo. Está dedicada a la Virgen de los Dolores y a San Juan, patrones de La Calera. Para los vecinos del pueblo, funciona de facto como una parroquia, pero oficialmente es un edificio dependiente de la parroquia de Santa Catalina de la capital municipal, compartiendo ambos pueblos un mismo párroco en el arciprestazgo de Guadalupe de la vicaría de Talavera de la Reina de la archidiócesis de Toledo. El templo de La Calera es un edificio de arquitectura muy sencilla, formado una sola nave de planta rectangular con un ábside semicircular. En la carretera CC-130, cerca de La Calera, se inauguró en 2012 un sencillo crucero de basa cuadrada, fuste cilíndrico entre dos molduras circulares y capitel toscano, que sostiene una cruz metálica.

## Fiestas locales
El pueblo celebra sus fiestas patronales el Viernes de Dolores en honor a la Virgen de los Dolores, con verbenas y con procesiones, que continúan durante los días de Semana Santa. En agosto se celebran fiestas del emigrante en honor a San Juan, también con actuaciones musicales y procesión, el fin de semana siguiente a las fiestas de la capital municipal.